# CIITA
CIITA est un gène qui sert de code à une protéine appelée transactivateur de la classe II du complexe majeur d'histocompatibilité. Les mutations de ce gène sont responsables du syndrome des lymphocytes dénudés dans lequel le système immunitaire est gravement altéré et ne peut combattre efficacement les infections. Le réarrangement chromosomique du CIITA intervient dans la pathogenèse du lymphome de Hodgkin et du lymphome B primitif du médiastin. Il est situé sur le chromosome 16, locus 16p13.13.

## Fonction de la protéine
L'ARNm CIITA ne peut être détecté que dans les lignées cellulaires et les tissus positifs aux antigènes leucocytaires humains (HLA) de classe II. Cette distribution tissulaire très restreinte suggère que l'expression des gènes HLA de classe II est dans une large mesure sous le contrôle du CIITA. Cependant, le CIITA ne semble pas se lier directement à l'ADN, mais fonctionne par activation du facteur de transcription RFX5 (en), de sorte que le CIITA est considéré comme un coactivateur transcriptionnel.
La protéine CIITA contient un domaine d'activation transcriptionnelle acide, 4 LRR (répétitions riches en leucine) et un domaine de liaison au GTP. La protéine utilise la liaison GTP pour faciliter son propre transport dans le noyau. Une fois dans le noyau, la protéine agit comme un régulateur positif de la transcription des gènes du complexe majeur de classe II et est souvent désignée comme le " facteur maître " pour l'expression de ces gènes,.
Il a été démontré que CIITA interagit avec MAPK1 (en), NCOA1 (en), RFX5 (en),, RFXANK (en),, XPO1,, ZXDC (en),.